# 平戸往還
平戸往還（ひらどおうかん）は、江戸時代に整備された街道の1つ。肥前国松浦郡日の浦（現：長崎県平戸市田平町）から江迎・佐々・早岐（現：佐世保市）を経て彼杵郡彼杵（現：長崎県東彼杵町）で長崎街道に合流するおよそ14里（約57.5 km）の道のりで、途中に本陣が6か所、一里塚が13か所置かれていた。平戸街道ともいう。
現在は国道204号、国道35号および国道205号の一部が並行しているが、コースが変わった箇所も多い。
なお、2000年の日蘭交流四百周年記念事業の一環として当往還に並行している国道204号を含めた平戸市 - 佐世保市 - 西彼町（現：西海市） - 時津町 - 長崎市を結ぶルートが「オランダ街道」と命名された。

## 概要
平戸藩主松浦氏の参勤交代や長崎勤番への往来に主に用いられた。平戸城からは平戸瀬戸を船で渡って対岸の田平町日の浦に上陸、ここから陸路で平戸往還を通った。
平戸藩関係者以外では、1813年（文化10年）に伊能忠敬が沿岸測量の途次に通過し、途中の江迎町内で木星観測を行っている。また、1850年（嘉永3年）には吉田松陰が平戸遊学時にこの往還を利用した。

## 日ノ浦本陣より江迎本陣まで
日ノ浦本陣は、平戸から渡ってくる大名行列の要員が平戸瀬戸を渡り切るまで待ち合わせるところである。朝より平戸からの渡航が始まり、昼前に全員が集合。昼過ぎより出発するスケジュールが多い。日ノ浦本陣は明治までに解体されて現存しない。一行は本陣裏の急坂を登りきり、台地上に進む。旅人から見下ろされないよう、本陣の裏手には塀が築かれており、これは現存している。台地上を東に向かい、笠松天神社付近で伊万里経由の平戸街道と分かれる。全国的には、伊万里・唐津経由の平戸街道の方が知られているが、地元では「唐津街道」と呼ばれることが多い。分岐すると台地上を南下し、本山一里塚を通過する。ほとんどの区間は市道として活用されているが、一部に廃道がある。この廃道の区間に、壱岐争奪戦に参加した対馬の宗采女一行が討ち死にした戦場跡があり、供養塔である対馬塔が建っている。廃道は江迎町境にまで達しているが、町境の手前の区間は、大正期に築造された溜池の底に水没している。渇水期には、かつて街道の並木だった松の切り株が水面に現れるという。江迎町内に入ると、宿場に向かって急坂を一気に下る。この坂は「長坂」と呼ばれ、自動車では一気に登れないため、長崎県道228号御厨江迎線は連続ヘアピンカーブとなっている。長坂を下りきる少し手前には長坂一里塚があり、伊能忠敬が木星の観測を行おうとしたが、曇天のために断念した地点でもある。長坂を下り終えると江迎宿である。

## 江迎本陣より佐々本陣まで
江迎本陣は江迎宿より北に離れた山下家の酒造場に併設されている。完全に現存している唯一の本陣でもある。江迎宿裏手の丘陵地を上り下りしながら江迎川に達すると、あとは延々と江迎川右岸を伝って江里峠まで向かう。かつては国道204号との交点で左岸に渡っていたといわれるが、渡り切ったすぐそばに平戸八景の高岩があり、頻繁に崩落していたことから、右岸ルートになった。ほぼ現在の長崎県道227号志方江迎線と同じルートで進むが、山の田一里塚を過ぎたところで左折し、一気に江里峠まで登り切る。江里峠付近は緩やかな峠道として、町道とは別ルートで現存している。峠からの下りルートは、佐々川支流の市ノ瀬川の谷を通るが、時代によって左岸ルートと右岸ルートが頻繁に変更されていたと見られる。佐々川に達する前に右折し、山麓を縫うように西へ向かう。途中の市ノ瀬窯は、瀬戸焼の再興を図るために有田への潜入を計画していた加藤民吉が潜伏し、修行したところと言われる。佐々本陣は佐々の街中から遠く離れた鴨川にあったといわれるが、痕跡はまったく残されていない。

## 佐々本陣から中里本陣まで
佐々本陣を出ると、国道204号と同じく佐々川右岸の断崖を南下する。古川一里塚を過ぎて古川渡で佐々川を渡る。佐々本陣は常に使われるとは限らず、佐々川が氾濫した場合に水が引くまで待ち合わせる所という性格であった。ここで佐々川から離れ、平野の東端部の丘陵地を進むが、現佐々中学校裏から東光寺・三柱神社参道まで、狭い町道として残っている。国道沿いの口石一里塚を過ぎてから左折し、半坂峠へと上る。半坂峠は宗家松浦が平戸松浦を迎撃した古戦場である。半坂峠を下ると、嘘越を迂回してきた国道204号と再び合流する。本山の住宅地を抜けると相浦川に達し、渡るとすぐに中里宿である。中里本陣は現在も続く造り酒屋に位置していたが、明治期の失火で全焼し、レンガ積みの洋風工場に建て替えられたために現存しない。

## 中里本陣から佐世保本陣へ
ここまではどんな峠道も南北へ貫いてきた往還だが、さすがに将冠岳・但馬岳・弓張岳連峰を乗り越すのは難しいため、相浦川沿いに東へ迂回する。中里の市街地を抜け、相浦川の左岸を進むと、やがて丘陵に達する。丘陵を登りつめると吉岡一里塚。下っていくと、左石に達する。対岸の左石宿に渡らず南に曲がると、堺木峠を乗り越えて北松浦郡から東彼杵郡に入る。大村氏が建立した春日神社前をすり抜け、佐世保川の左岸に渡る。断崖の中腹を行く往還は現在も市道として機能し、狭いながらも交通量が多い。断崖の中腹に俵一里塚がある。ここを乗り切ると、亀山八幡宮あたりから平地が現れる。ただし往還は丘陵地を迂回しながら進み、八幡宮・西方寺をすり抜けて代官屋敷に到達する。佐世保本陣は代官屋敷から新田を突っ切り、佐世保川のたもとに位置していた。明治期の都市計画によって現存しない。

## 佐世保本陣から早岐本陣へ
代官屋敷裏より宮地嶽神社へと登り、名切谷を通過して櫨山に至る。小佐世保谷を横切ると、もっとも長い急勾配といわれる峰の坂の登り口に達する。この坂は自動車の登攀できない急勾配で、舗装も二厘対応となっている。峰の坂を上りきると大山祇神社に達する。ここからしばらく丘陵を進み、佐世保湾を見下ろす茶屋・籠立場が設けられた。緑坂を下ると、藤原一里塚のある天神山に連なる鞍部を南下し、現JR佐世保線福石トンネル付近で平地に降りる。日宇宿の旧国道を過ぎ、ほぼ佐世保線と平行して進むが、猫山からひとつ丘陵を乗り越して脇崎一里塚に達する。干拓地であった大塔新田を迂回するように丘陵地を進み、早岐村へと入る。現国道35号早岐バイパスと直行するように鞍部を南下し、石畳の坂を下ると早岐宿の街中に入る。早岐本陣は江迎本陣と並び、藩主が必ず泊まる本格的な本陣であった。度重なる早岐の火災によって失われたが、門だけは被災を免れ、広田の住吉神社に移設された。早岐本陣の特性から、早岐宿は鍵型道路で構成されている。

## 早岐本陣から終点へ
早岐本陣の南のはずれに早岐一里塚がある。これを過ぎると現早岐駅構内を斜めに横切り、小森川を渡って現広田小学校の丘陵に分け入っていく。ベッドタウン化した広田町内には痕跡がまったく認められない。浦川内の谷を抜けて、旧佐世保刑務所構内を横断し、舳ノ峰峠へと登り始める。舳ノ峰峠は平戸藩と大村藩の境にあるため「番所峠」の通称で知られる。番所は廃止されたが、境石やお手つき石などの遺物は近隣の民家が保管している（非公開）。大村領に入ると、宮の街中に入る直前に左折し、八幡岳の峠道に向かう。峠に宮村境一里塚が立ち、その先には「一ぱい水」と呼ばれる湧き水もある（飲用不可）。これより一気に川棚の町へ下るが、「大村の殿様が馬もろとも転げ落ちた」というエピソードがある「走り落て」と呼ばれる急坂がある(平戸往還最急坂)。国道205号が開通して以来、ほとんど交通が途絶えているため、町道は走り落てを迂回して設置されている。現川棚小学校わきに下ってくるが、ここは大村領のため、松浦藩主は川棚の代官や庄屋から休憩の接待を受けた。
川棚川を渡り、右折して少し進むと丘陵の登り口に幸秀庵一里塚がある。その丘陵の坂を登り下った所に堤がある。ここから川棚町百津郷と川棚町小音琴郷の境界に沿って往還が続き、進んでいくと国道２０５号線に出る。このあと少し進むと平戸往還は東彼杵町小音琴郷の入り口左手にある国道に沿った坂の小道に入る(この道は地元の人に昔から殿様道路と呼ばれている)。ここに入って丘陵を越えて下って行くと音琴浦の集落がある。その先の音琴浦の集落の出口付近、国道左側の里道を少し登った所には塚本一里塚がある。往還路はその先の砕石場の裏側を通るが現在は通行出来なくなっている。立神鼻までを海岸沿いに進んで行くと彼杵宿が開けてくる。街中を通過し、長崎に向かう長崎街道と合流する地点には思案橋がかけられており、参勤交代の際は左折、長崎勤番の際は直進となる。またここから時津までは船が出ていた。

## 宿場
- 日の浦 - 長崎県平戸市（旧北松浦郡田平町）
- 江迎 - 長崎県佐世保市（旧北松浦郡江迎町）
- 佐々 - 長崎県北松浦郡佐々町
- 中里 - 長崎県佐世保市（旧北松浦郡中里村）
- 佐世保 - 長崎県佐世保市（旧東彼杵郡佐世保村）
- 早岐 - 長崎県佐世保市（旧東彼杵郡早岐町）

## 一里塚
- 本山
- 長坂
- 山の田
- 古川
- 口石
- 吉岡
- 俵
- 藤原
- 脇崎
- 早岐
- 宮村境
- 幸秀庵
- 塚本

## 主な遺構等
- 日ノ浦番所跡石碑：平戸市田平町山内免
- 日ノ浦宿出発点石碑：平戸市田平町山内免
- 江迎本陣跡（山下本陣）：佐世保市江迎町長坂 - 長崎県指定史跡。天保年間改築の本陣建物が現在も残っている。
- 相神浦筋郡代役所跡：佐世保市谷郷町 - 当初は中里にあった。
- 脇崎一里塚跡石碑：佐世保市大塔町 - 国道35号沿い、卸本町入口バス停脇のJR佐世保線築堤下。